# Acura ZDX (2023)
Acura ZDX – elektryczny samochód osobowy typu crossover klasy wyższej produkowany pod japońską marką Acura od 2024 roku.

## Historia i opis modelu

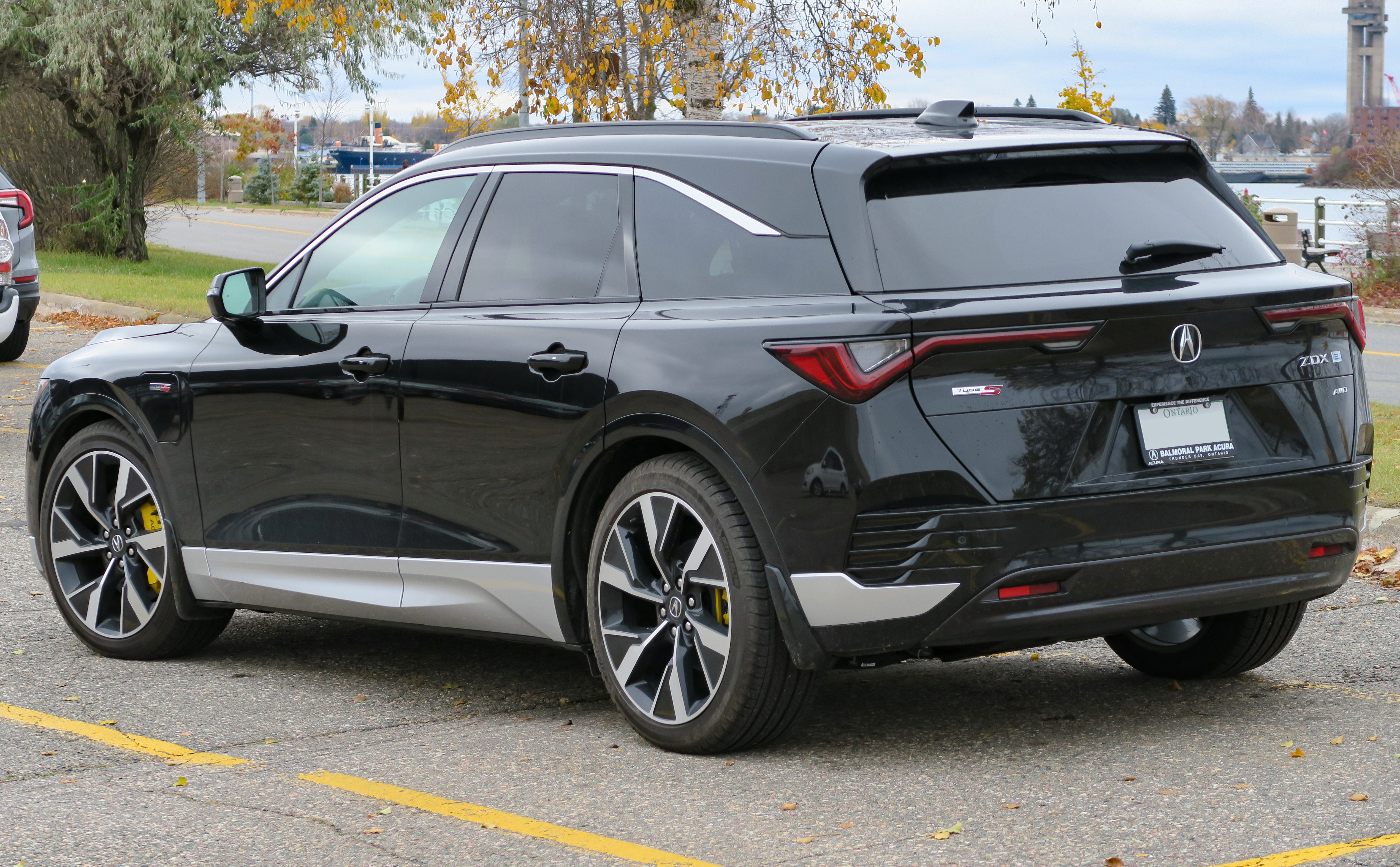
Acura ZDX - tył

W grudniu 2022 japońska Acura potwierdziła, że planuje w ciągu najbliższego roku zaprezentować swój pierwszy samochód z napędem elektrycznym, dla którego przywrócono do użytku stosowaną już w latach 2009–2013 nazwę "ZDX". Oficjalna premiera pojazdu miała ostatecznie miejsce nieco ponad pół roku później w sierpniu 2023, będąc drugim po bliźniaczej Hondzie Prologue rezultatem współpracy technologicznej z koncernem General Motors i odpowiednikiem m.in. podobnych rozmiarów modelu Chevrolet Blazer EV. Acura ZDX została oparta na płycie podłogowej GM BEV3, zaadaptowano ponadto także amerykańskiej konstrukcji układ napędowy, podzespoły techniczne i elementy w kabinie pasażerskiej, jak przełączniki czy koło kierownicy. 
W kontraście do technicznego pokrewieństwa z konstrukcjami General Motors, Acura ZDX otrzymała unikalny projekt stylistyczny upodabniający ją do innych, spalinowych konstrukcji w gamie. Pas przedni przyozdobiły obszerne, łezkowate reflektory z oświetleniem full LED, a między nimi znalazła się imitacja osłony chłodnicy w kolorze nadwozia w kształcie typowego, zaokrąglonego pięciokąta. Proporcje nadwozia wyróżniła podłużna maska i ścięty tył, a także opcjonalne podwójne malowanie nadwozia z czarnym, kontrastowym dachem. Za punkt odniesienia potraktowano tutaj prototyp Acura EV Precision Concept z 2022 roku.
Podobnie jak w bliźniaczych konstrukcjach, tak i w ZDX ponad 3-metrowy rozstaw osi pozwolił wygospodarować obszerną kabinę pasażerską. Deska rozdzielcza otrzymała konwencjonalny projekt oparty na kanciastym wzornictwie, z wysoko poprowadzonym tunelem środkowym oraz panelem fizycznych przycisków w dolnej części konsoli centralnej. Przed kierowcą znalazł się 11-calowy ekran cyfrowych wskaźników, z kolei w centralnym punkcie deski rozdzielczej ulokowano 11,3-calowy dotykowy wyświetlacz systemu multimedialnego.

### Sprzedaż
Acura ZDX powstała z myślą o północnoamerykańskim rynku, trafiając tam do sprzedaży pół roku po prezentacji - w lutym 2024 roku. Do produkcji, w przeciwieństwie do wytwarzanych w Meksyku odpowiedników Chevroleta i Hondy, wybrano amerykańskie zakłady General Motors w Spring Hill w Tennessee.

### Dane techniczne
W przeciwieństwie do pierwszej Acury ZDX, model przedstawiony w 2023 roku jest samochodem elektrycznym. Spośród trzech konfiguracji napędowych platformy General Motors, japoński producent wybrał opcję tylnonapędową oraz AWD. Tę pierwszą utworzył jeden silnik o mocy 342 KM, z kolei drugą, dwusilnikową, scharakteryzowała moc maksymalna 459 KM. Wszystkie warianty Acury ZDX wyposażono w akumulator o pojemności 102 kWh, która słabszemu wariantowi pozwala uzyskać do 523 kilometrów zasięgu, a mocniejszemu - maksymalnie 506 kilometrów (amerykańska norma EPA).